# فرودگاه منطقه‌ای سانتا باربارا
فرودگاه منطقه‌ای سانتا باربارا (به انگلیسی: Santa Barbara Regional Airport) یک فرودگاه همگانی مسافربری با کد یاتا none است که یک باند فرود آسفالت دارد و طول باند آن 1,406 x 20 متر است. این فرودگاه در کشور مکزیک قرار دارد .